# Северная звезда (фильм, 1943)
«Северная Звезда» (англ. The North Star (также известен под названием «Бронированная атака» (англ. Armored Attack) в США) — военный фильм режиссёра Льюиса Майлстоуна, создан в 1943 году.

## Предыстория
Картина находится в ряду таких фильмов, как «Миссия в Москву», «Дни славы» и «Песнь о России», снятых в Голливуде с целью отразить возникшие дружеские отношения между США и СССР, ставшими в начале 1940-х годов союзниками. Данные картины были сняты студиями, чтобы поддержать военные усилия США, пусть даже и себе в убыток.
Фильм отражает многие представления и клише о жизни в Советском Союзе, которые имели место в США, но показанные с положительной стороны, однако, по мнению некоторых критиков,  далёкие от действительности . Как заметила критик Дайана Дэвис, «вам не может не прийти в голову, что, если бы корпорация «Дисней» решила сделать новый парк под названием «Россия-лэнд», он выглядел бы примерно так же. В «русской народной» песне, музыку к которой написал Аарон Коупленд, а стихи — Айра Гершвин, всё об этом сказано».
В отличие от других подобных американских фильмов, здесь большее внимание было сосредоточено на жизни обычных людей: как было заявлено в рекламе к фильму, это «картина о простых русских для простых американцев».
После смерти Франклина Рузвельта в 1945 году и в связи с началом холодной войны в адрес покойного президента США стали выдвигаться обвинения в том, что он «выкручивал руки» голливудским кинопромышленникам, вынуждая их снимать «прокоммунистические фильмы». Создателей «Северной звезды» обвинили в симпатиях к коммунизму, в фильме были произведены купюры, а сопровождал его отвечавший новым веяниям в международном климате антисоветский дикторский текст.

## Сюжет
Во вступительных титрах фильма говорилось, что 22 июня 1941 года германские войска нарушили границу СССР; до этого дня германская армия неоднократно нарушала чужие границы, но на этот раз перед захватчиками оказалась «особая страна и особый народ».
Действие фильма происходит в советской Украине. Картина начинается со сцен благополучной сельской жизни до начала войны в колхозе, где все люди счастливы и довольны жизнью.  Но привычный уклад резко меняется в худшую сторону с наступлением войны, показаны ужасы, разрушения и человеческие трагедии. В фильме описывается героическая партизанская борьба украинских колхозников против немецких захватчиков.

## В ролях
- Энн Бакстер — Марина Павлова
- Дана Эндрюс — Коля Симонов
- Уолтер Хьюстон — Павел Григорьевич Курин
- Уолтер Бреннан — Карп
- Энн Хардинг — София Павлова
- Джейн Витерс — Клавдия Курина
- Фарли Грейнджер — Демьян Симонов
- Эрих фон Штрогейм — доктор фон Харден
- Дин Джеггер — Родион Павлов
- Эрик Робертс — Гриша Курин
- Карл Бентон Рейд — Борис Тепанович Симонов
- Энн Картер — Ольга Павлова
- Эстер Дейл — Анна Курина
- Рут Нельсон — Надя Симонова
- Пол Гилфойл — Якин
- Фрэнк Уилкокс — командор Петров
- Мартин Кослек — доктор Рихтер

## Пропаганда
Несмотря на то что картина была голливудским продуктом, она была признана в США просоветской пропагандой. Комиссия по расследованию антиамериканской деятельности позже цитировала этот фильм, как один из трёх самых известных примеров про-советской деятельности в Голливуде. Другими двумя картинами, попавшими под подозрение, были «Миссия в Москву» компании Warner Brothers и «Песнь о России» компании Metro-Goldwyn-Mayer. Также похожими фильмами о Второй мировой войне были «Дни Славы» компании RKO Radio Pictures, повествующий о русском сопротивлении в Тульской области, и «Семя Дракона» компании Metro-Goldwyn-Mayer — фильм о китайской борьбе против японских оккупантов.

## Критика
Фильм вызвал критику со стороны консервативно настроенных деятелей, которые считали союз с СССР временной и вынужденной мерой. Известный газетный магнат Уильям Херст был резко отрицательно настроен к картине и дал указание своим редакторам называть любое упоминание об этом фильме «большевистской пропагандой».
По мнению британского историка Роберта Конквеста, в этом фильме уровень официальной советской пропаганды, прославляющей колхозную жизнь, был настолько высок, что он назвал его «пародией такой величины, что её можно было смело показывать на экранах Советского Союза, аудитории, которая привыкла ко лжи, но имеет представление об этой теме условия жизни в колхозах и умеет себя сдерживать».
По мнению Жоржа Садуля, в этом фильме «хороший режиссер Льюис Майлстоун не сумел избежать штампов, обычно используемых для изображения России, но проявил много мастерства и искренности в эпизодах, которые рисовали борьбу партизан против нацистов». 
Режиссёр и продюсер Айвор Монтегю писал, в духе политкорректности, что «Северная звезда» — это дань американского кино Советскому Союзу и его народу, его патриотизму и идеалам.
Французский историк Марк Ферро отмечая, что фильм сделан с целью развлечь и оставить приятное воспоминание о советской действительности писал: «Эта довольно слащавая вещь Л. Майлстоуна, которая показывает всех советских людей одинаково смелыми, патриотичными, честными и полными решимости отразить фашистское нападение, заставшее их в самый разгар праздника, содержала только одну ясно выраженную мораль — показать, что немцы в лице Э. фон Строгейма, нацистского врача, чем более образованны, тем виновнее в содеянных ими преступлениях».

## Премьеры
- США — мировая премьера фильма состоялась 4 ноября 1943 года в Нью-Йорке[6].
- — с 4 марта 1944 года фильм демонстрировался на киноэкранах Мексики[6].
- СССР — в советском прокате с 25 апреля 1944 года[7][комм. 1].
- — 21 марта 1947 года фильм вышел в Париже (Франция)[6].

## Комментарии
1. ↑  Субтитры – Союзинторгкино, 1944 г., р/у 917/44.